# 3641 Williams Bay
3641 Williams Bay este un asteroid din centura principală, descoperit pe 24 noiembrie 1922 de George Van Biesbroeck.